# Simón Rodríguez (Anzoátegui)
Simón Rodríguez è un comune del Venezuela situato nello Stato di Anzoátegui.
Il capoluogo del comune è la città di El Tigre.